# بوبي كينغزبيري
بوبي كينغزبيري (بالإنجليزية: Bobby Kingsbury)‏ هو لاعب كرة قاعدة أمريكي، ولد في 30 أغسطس 1980 في كليفلاند في الولايات المتحدة.

## وصلات خارجية
- بوبي كينغزبيري على موقعبيزبول رفرنس.كوم (الدوري الثانوي) (الإنجليزية)
- بوبي كينغزبيري على موقع أوليمبيديا (الإنجليزية)